# آنردرا
آنردرا (نام علمی: Anredera) نام یک سرده از فرمانرو گیاه است.